# 嘉禾车辆段
嘉禾车辆段，位于中國广州市白云区，嘉禾望岗站北面，为现二号线和三号线北延段的车辆维护与停放基地。车辆段占地面积约为33万平方米、建筑面积为91130.32平方米，于2008年11月动工修建，在2010年5月完成建设。目前设有58个停车位。